# Mae Whitman
Mae Margaret Whitman   (n. 9 iunie 1988, Los Angeles, California, SUA) este o actriță americană. 

## Filmografie

### Film
| An   | Titlu                                        | Rol                    | Note                |
| ---- | -------------------------------------------- | ---------------------- | ------------------- |
| 1994 | When a Man Loves a Woman                     | Casey Green            |                     |
| 1995 | Bye Bye Love                                 | Michele                |                     |
| 1996 | Independence Day                             | Patricia Whitmore      |                     |
| 1996 | One Fine Day                                 | Maggie Taylor          |                     |
| 1998 | The Gingerbread Man                          | Libby Magruder         |                     |
| 1998 | Hope Floats                                  | Bernice Pruitt         |                     |
| 1999 | Mickey's Once Upon a Christmas               | Girl                   | Voice Direct-to-DVD |
| 1999 | Invisible Child                              | Rebecca 'Doc' Beeman   |                     |
| 1999 | A Season for Miracles                        | Alanna 'Lani' Thompson |                     |
| 2001 | An American Rhapsody                         | Maria (age 10)         |                     |
| 2002 | The Wild Thornberrys Movie                   | Schoolgirl             | Voice               |
| 2003 | The Jungle Book 2                            | Shanti                 | Voice               |
| 2004 | Teacher's Pet                                | Leslie                 | Voice               |
| 2005 | Going Shopping                               | Coco                   |                     |
| 2006 | The Bondage                                  | Angelica               |                     |
| 2006 | Love's Abiding Joy                           | Colette Doros          |                     |
| 2007 | Boogeyman 2                                  | Alison                 |                     |
| 2008 | Tinker Bell                                  | Tinker Bell            | Voice               |
| 2008 | Nights in Rodanthe                           | Amanda Willis          |                     |
| 2009 | Spring Breakdown                             | Lydia                  | Direct-to-DVD       |
| 2009 | Tinker Bell and the Lost Treasure            | Tinker Bell            | Voice               |
| 2010 | Barry Munday                                 | Candice                |                     |
| 2010 | Scott Pilgrim vs. the World                  | Roxy Richter           |                     |
| 2010 | Scott Pilgrim vs. the Animation              | Lisa Miller            | Voice Short film    |
| 2010 | Tinker Bell and the Great Fairy Rescue       | Tinker Bell            | Voice               |
| 2011 | The Factory                                  | Abby Fletcher          |                     |
| 2011 | Pixie Hollow Games                           | Tinker Bell            | Voice Short film    |
| 2012 | Secret of the Wings                          | Tinker Bell            | Voice               |
| 2012 | The Perks of Being a Wallflower              | Mary Elizabeth         |                     |
| 2013 | Pixie Hollow Bake Off                        | Tinker Bell            | Voice Short film    |
| 2014 | The Pirate Fairy                             | Tinker Bell            | Voice               |
| 2014 | The Wind Rises                               | Kayo / Kinu            | English dub         |
| 2014 | Tinker Bell and the Legend of the NeverBeast | Tinker Bell            | Voice               |
| 2015 | The DUFF                                     | Bianca Piper           |                     |
| 2015 | Freaks of Nature                             | Jenna Zombie           |                     |
| 2016 | Rock Dog                                     | Darma                  | Voice               |
| 2016 | Drawn of the Dead                            | Gwen Newman            | Voice               |
| 2016 | Operator                                     | Emily Klein            |                     |
| 2017 | Bernard and Huey                             | Zelda                  |                     |
| 2017 | CHiPs                                        | Beebee                 |                     |
| 2017 | Dear Angelica                                | Jessica                | Voice Short film    |
| 2018 | A Dog and Pony Show                          | Dede                   | Voice Direct-to-DVD |
| 2018 | Duck Butter                                  | Ellen                  |                     |
| TBA  | Valley Girl                                  |                        |                     |

### Televiziune
| An                      | Titlu                                    | Rol                                                     | Note                                         |
| ----------------------- | ---------------------------------------- | ------------------------------------------------------- | -------------------------------------------- |
| 1995                    | Degree of Guilt                          | Elena Argos                                             | Television film                              |
| 1995                    | Naomi & Wynonna: Love Can Build a Bridge | Young Ashley Judd                                       | Television film                              |
| 1996                    | After Jimmy                              | Rosie                                                   | Television film                              |
| 1996                    | Duckman: Private Dick/Family Man         | Baby Rose (voice)                                       | Episode: "Sperms of Endearment"              |
| 1996                    | Early Edition                            | Amanda Bailey                                           | Episode: "The Choice"                        |
| 1996                    | Friends                                  | Sarah Tuttle                                            | Episode: "The One Where Rachel Quits"        |
| 1996                    | What a Cartoon!                          | Little Suzy (voice)                                     | Episode: "Johnny Bravo and the Amazon Women" |
| 1996–1999               | Chicago Hope                             | Sara Wilmette                                           | 17 episodes                                  |
| 1997                    | Superman: The Animated Series            | Young Lois Lane (voice)                                 | Episode: "Monkey Fun"                        |
| 1997                    | Merry Christmas, George Bailey           | Zuzu Bailey                                             | Television film                              |
| 1997–2004               | Johnny Bravo                             | Little Suzy (voice)                                     | 52 episodes                                  |
| 1998–2001               | JAG                                      | Chloe Madison                                           | 8 episodes                                   |
| 1999                    | Invisible Child                          | Rebecca 'Doc' Beeman                                    | Television film                              |
| 1999                    | Judging Amy                              | Darcy Mitchell                                          | Episode: "Last Tango in Hartford"            |
| 1999                    | Providence                               | Frances Carlyle                                         | 2 episodes                                   |
| 1999                    | Jingle Bells                             | Beth (voice)                                            | Television film                              |
| 1999                    | Hallmark Hall of Fame                    | Alanna 'Lani' Thompson                                  | Episode: "A Season for Miracles"             |
| 2000–2002               | Teacher's Pet                            | Leslie Dunkling (voice)                                 | 5 episodes                                   |
| 2000                    | Godzilla: The Series                     | Meg (voice)                                             | Episode: "Shafted"                           |
| 2000                    | The Wild Thornberrys                     | Antoinette (voice)                                      | Episode: "Luck Be an Aye-Aye"                |
| 2001                    | Max Steel                                | Jo (voice)                                              | Episode: "The Return"                        |
| 2001                    | Jackie Chan Adventures                   | Additional voices                                       | Episode: "Scouts Honor"                      |
| 2001–2002               | State of Grace                           | Emma Grace McKee                                        | 40 episodes                                  |
| 2002                    | Presidio Med                             | Tory Redding                                            | Episode: "Do No Harm"                        |
| 2002                    | The Zeta Project                         | Amy (voice)                                             | Episode: "The River Rising"                  |
| 2002–2004               | Fillmore!                                | Various voices                                          | 7 episodes                                   |
| 2004                    | Cold Case                                | Eve Kendall                                             | Episode: "Lover's Lane"                      |
| 2004                    | CSI: Crime Scene Investigation           | Glynnis Carson                                          | Episode: "No Humans Involved"                |
| 2004                    | Century City                             | Erin Pace                                               | Episode: "Without a Tracer"                  |
| 2004–2006 2013          | Arrested Development                     | Ann Veal                                                | 16 episodes                                  |
| 2005                    | The Happy Elf                            | Molly (voice)                                           | Television film                              |
| 2005–2007               | American Dragon: Jake Long               | Rose/Huntsgirl (voice)                                  | 19 episodes                                  |
| 2005–2008               | Avatar: The Last Airbender               | Katara (voice)                                          | 61 episodes                                  |
| 2006                    | Thief                                    | Tammi Deveraux                                          | 6 episodes                                   |
| 2006                    | Desperate Housewives                     | Sarah                                                   | Episode: "Nice She Ain't"                    |
| 2006                    | Jesse Stone: Death in Paradise           | Emily Bishop                                            | Television film                              |
| 2006                    | Phil of the Future                       | Crying Girl                                             | Episode: "Stuck in the Meddle with You"      |
| 2007                    | Justice                                  | Jenny Marshall                                          | Episode: "False Confession"                  |
| 2007                    | Grey's Anatomy                           | Heather Douglas                                         | 2 episodes                                   |
| 2007                    | Lost in the Dark                         | Amy Tolliver                                            | Television film                              |
| 2007                    | The Modifyers                            | Agent Xero / Lacey Shadows (voices)                     | Pilot                                        |
| 2007                    | Bionic Woman                             | Becca Sommers                                           | Episode: "Unaired Pilot"                     |
| 2007                    | Ghost Whisperer                          | Rachel Fordham                                          | Episode: "Don't Try This at Home"            |
| 2007                    | ER                                       | Heather                                                 | Episode: "The Test"                          |
| 2008                    | Law & Order: Special Victims Unit        | Cassidy Cornell/Helen Braidwell                         | Episode: "Streetwise"                        |
| 2008                    | Good Behavior                            | Roxy West                                               | Pilot                                        |
| 2008–2010               | In Treatment                             | Rosie Weston                                            | 5 episodes                                   |
| 2008–present            | Family Guy                               | Various voices                                          | 27 episodes                                  |
| 2009                    | Acceptance                               | Taylor Rockefeller                                      | Television film                              |
| 2009                    | Criminal Minds                           | Julie                                                   | Episode: "Cradle to Grave"                   |
| 2009                    | Glenn Martin, DDS                        | Amish Girl / Trailer Park Teen (voices)                 | 2 episodes                                   |
| 2009–2010               | The Cleveland Show                       | Additional voices                                       | 2 episodes                                   |
| 2010–2015               | Parenthood                               | Amber Holt                                              | 103 episodes                                 |
| 2010                    | Batman: The Brave and the Bold           | Batgirl (voice)                                         | 2 episodes                                   |
| 2010                    | Jesse Stone: No Remorse                  | Emily Bishop                                            | Television film                              |
| 2012–2015               | Robot Chicken                            | Various voices                                          | Episode: "Casablankman 2"                    |
| 2012–2013, 2019–present | Young Justice                            | Cassie Sandsmark/Wonder Girl / Stephanie Brown (voices) | 7 episodes                                   |
| 2012                    | Weeds                                    | Tula                                                    | Episode: "See Blue and Smell Cheese and Die" |
| 2012–2017               | Teenage Mutant Ninja Turtles             | April O'Neil (voice)                                    | 93 episodes                                  |
| 2012 2015–2018          | DreamWorks Dragons                       | Heather (voice)                                         | 36 episodes                                  |
| 2013                    | Web Therapy                              | Blair Yellin                                            | 3 episodes                                   |
| 2013–2014               | American Dad!                            | Glitter / Zooey (voices)                                | 3 episodes                                   |
| 2013                    | Masters of Sex                           | Patient                                                 | Episode: "Standard Deviation"                |
| 2014                    | Suburgatory                              | Caris                                                   | Episode: "Blame it on the Rainstick"         |
| 2014                    | AJ's Infinite Summer                     | Morgan / Receptionist (voices)                          | Pilot                                        |
| 2015–2018               | Dragons: Race to the Edge                | Heather                                                 | 34 episodes                                  |
| 2015–2018               | DC Super Hero Girls                      | Barbara Gordon/Batgirl (voice)                          | 54 episodes                                  |
| 2016                    | DC Super Hero Girls: Super Hero High     | Barbara Gordon/Batgirl (voice)                          | Television film                              |
| 2016–19                 | Drunk History                            | Herself / Lyudmila Pavlichenko                          | 3 episodes                                   |
| 2016                    | Gilmore Girls: A Year in the Life        | Marcy                                                   | Episode: "Spring"                            |
| 2017                    | Voltron: Legendary Defender              | Plaxum (voice)                                          | Episode: "Depths"                            |
| 2017                    | Room 104                                 | Liza                                                    | Episode: "Phoenix"                           |
| 2017                    | Big Mouth                                | Tallulah Levine (voice)                                 | Episode: "The Head Push"                     |
| 2018–2021               | Good Girls                               | Annie Marks                                             | 10 episodes                                  |
| 2020-present            | The Owl House                            | Amity Blight                                            | 19 episodes                                  |

### Jocuri video
Format:BLP unsourced section
| An         | Titlu                                          | Rol de voce                                    | Note     |
| ---------- | ---------------------------------------------- | ---------------------------------------------- | -------- |
| 2004       | EverQuest II                                   | Lilly Ironforge / Thana Rumblehoof             |          |
| 2005; 2007 | Kingdom Hearts II (Final Mix+)                 | Yuffie Kisaragi                                | [ 4 ]    |
| 2006       | Cartoon Network Racing                         | Little Suzy                                    | [ 4 ]    |
| 2006       | Dirge of Cerberus: Final Fantasy VII           | Yuffie Kisaragi                                | [ 4 ]    |
| 2006       | Avatar: The Last Airbender                     | Katara                                         | [ 4 ]    |
| 2007       | The Legend of Spyro: The Eternal Night         | Cynder                                         | [ 4 ]    |
| 2007       | Avatar: The Last Airbender – The Burning Earth | Katara                                         | [ 4 ]    |
| 2008       | Avatar: The Last Airbender – Into the Inferno  | Katara                                         | [ 4 ]    |
| 2011       | Nicktoons MLB                                  | Katara                                         | [ 4 ]    |
| 2013       | Young Justice: Legacy                          | Helena Sandsmark, Cassie Sandsmark/Wonder-Girl | [ 4 ]    |
| 2014       | Disney Infinity: Marvel Super Heroes           | Tinker Bell                                    | [ 4 ]    |
| 2014; 2017 | Kingdom Hearts HD 2.5 Remix                    | Yuffie Kisaragi                                | Archived |
| 2017       | Prey                                           | Danielle Sho                                   | [ 4 ]    |

### Cărți audio
| An   | Titlu                                 | Rol        |
| ---- | ------------------------------------- | ---------- |
| 2014 | The Mortal Instruments: City of Bones | Clary Fray |